# Уилгресс, Леолин Дана
Леолин Дана Уилгресс, CC (англ. Leolyn Dana Wilgress; 20 октября 1892 года, Ванкувер — 21 июля 1969 года, Оттава) — канадский дипломат.

## Биография
Родился 20 октября 1892 года в Ванкувере в семье Генри Т. Уилгресса и его супруги Хелен М. Уилгресс (урождённой Эмпев). Получил образование в Ванкувере и Иокогаме, также учился в Колледже Виктории в Александрии и в Университете Макгилла.
Начал карьеру дипломата в 1914 году с должности младшего торгового комиссара. В 1916 году стал канадским торговым комиссаром в Омске, а в 1918 году занял аналогичный пост во Владивостоке. На его пребывание в должности пришлось канадское участие в иностранной интервенции в Россию.
В начале 1922 года был назначен торговым комиссаром в Гамбурге, занимал этот пост до 1932 года, после чего стал директором Службы коммерческой разведки Канады. Принимал участие в Оттавской имперской конференции в (1932), Всемирной экономической конференции в Лондоне (1933), участвовал в переговорах о заключении торгового соглашения между Канадой с США (1936—1938).
В 1942 году был назначен первым канадским посланником в СССР. В 1944 году, после преобразования канадской миссии в посольство, стал послом Канады в СССР, занимал этот пост до 1946 год. В 1947—1948 годах был послом Канады в Швейцарии, в 1948—1949 годах — постоянным представителем Канады при ООН в Женеве, в 1949—1952 годах — верховным комиссаром Канады в Великобритании.
В 1952—1953 годах — заместитель государственного секретаря по иностранным делам Канады Лестера Пирсона. В 1953—1958 годах — постоянный представитель Канады при НАТО и ОЕЭС.
Скончался 21 июля 1969 года в Оттаве, был похоронен на мемориальном кладбище Оттавы.

## Награды
- почётный доктор юридических наук Университета Британской Колумбии (1953)
- компаньон орден Канады (1967)

## Семья
4 июня 1919 года Леолин Дана Уилгресс женился на Ольге Бюргин, дочери владивостокского купца швейцарского происхождения Рудольфа Бюргина. В их семье было трое детей.

## Сочинения
- The trade of the new countries of south-east Europe : Roumania, Hungary, Czecho-Slovakia, Austria, Turkey, Yugoslavia, 1921.
- Czechoslovakia as a market for Canadian products, 1927.
- Co-operation in scientific and technical research, 1960.
- The impact of European integration on Canada, 1962.
- Canada's approach to trade negotiations, 1963.
- Memoirs, 1967.